# Пікан-Плантейшен (Техас)
Пікан-Плантейшен (англ. Pecan Plantation) — переписна місцевість (CDP) в США, в округах Гуд і Джонсон штату Техас. Населення — 6236 осіб (2020).

## Географія
Пікан-Плантейшен розташований за координатами 32°21′54″ пн. ш. 97°39′8″ зх. д. / 32.36500° пн. ш. 97.65222° зх. д. (32.364925, -97.652234).  За даними Бюро перепису населення США в 2010 році переписна місцевість мала площу 19,80 км², з яких 19,23 км² — суходіл та 0,57 км² — водойми.

## Демографія
Згідно з переписом 2010 року, у переписній місцевості мешкали 5294 особи в 2325 домогосподарствах у складі 1939 родин. Густота населення становила 267 осіб/км².  Було 2466 помешкань (125/км²).
Расовий склад населення:
| - 97,6 % — білих - 0,6 % — азіатів - 0,3 % — корінних американців - 0,2 % — вихідців з тихоокеанських островів - 0,2 % — чорних або афроамериканців |

До двох чи більше рас належало 0,7 %. Частка іспаномовних становила 3,2 % від усіх жителів.
За віковим діапазоном населення розподілялося таким чином: 14,3 % — особи молодші 18 років, 47,1 % — особи у віці 18—64 років, 38,6 % — особи у віці 65 років та старші. Медіана віку мешканця становила 59,9 року. На 100 осіб жіночої статі у переписній місцевості припадало 95,4 чоловіків;  на 100 жінок у віці від 18 років та старших — 94,5 чоловіків також старших 18 років.
Середній дохід на одне домашнє господарство  становив 100 489 доларів США (медіана — 87 930), а середній дохід на одну сім'ю — 103 280 доларів (медіана — 88 750). Медіана доходів становила 84 139 доларів для чоловіків та 53 322 долари для жінок. За межею бідності перебувало 4,6 % осіб, у тому числі 8,0 % дітей у віці до 18 років та 4,1 % осіб у віці 65 років та старших.
Цивільне працевлаштоване населення становило 2067 осіб. Основні галузі зайнятості: освіта, охорона здоров'я та соціальна допомога — 25,2 %, сільське господарство, лісництво, риболовля — 16,9 %, виробництво — 13,0 %, транспорт — 10,3 %.